# Alexandre Marcette
Alexandre Marcette, connu aussi sous le nom d’Alexander Marcette, né le 2 décembre 1853 à Spa et mort le 3 novembre 1929  à Bruxelles, est un peintre et aquarelliste impressionniste belge de paysages et de marines.
Il est considéré comme l'un des pionniers du pleinairisme en Wallonie.

## Biographie

### Famille et formation
Né à Spa le 2 décembre 1853, Alexandre Thomas Marcette est le troisième fils et le quatrième des cinq enfants de Marie Neumostier (1829-1900) et du peintre paysagiste Henri Marcette (1824-1890). 
Élève de son père, professeur à l'école de dessin de Spa, puis de Jean-François Portaels et de Louis Artan de Saint-Martin, son champ pictural couvre les paysages et les marines.

### Carrière

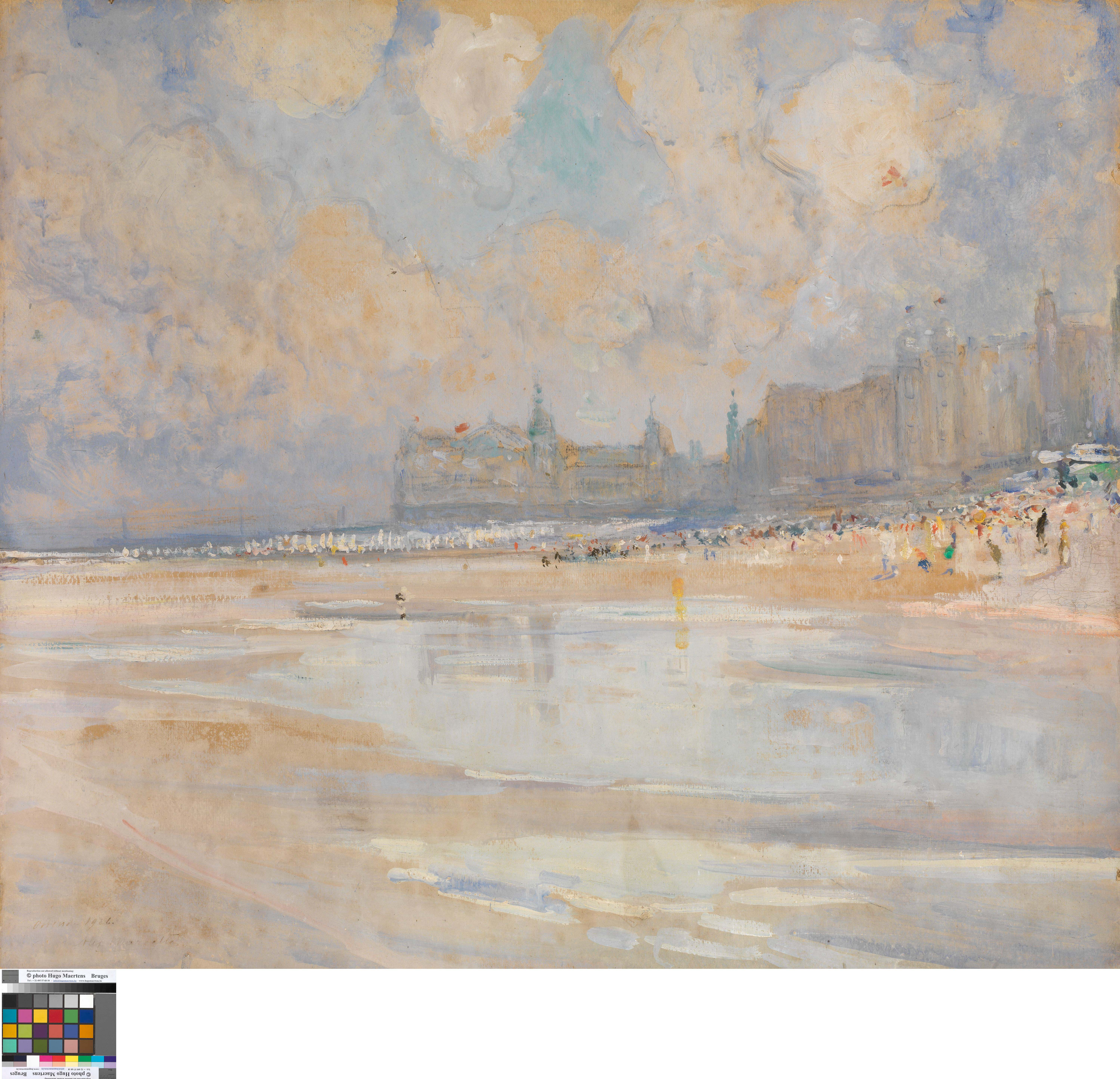
La Plage d'Ostende, Musée de Gand.

Exposant pour la première fois, aux côtés de son père, Le Quai de la Batte à Liège, au Salon d'Anvers de 1873, conservé au palais de la Nation à Bruxelles, il présente sa toile Quai de Maastricht à Liège au Salon de Bruxelles de 1875, et participe ensuite à plusieurs des expositions triennales belges,. Il obtient une médaille à Vienne, de même qu'une médaille de bronze à l'Exposition artistique de la ville d'Alger, où participent une trentaine d'artistes belges en mai 1881.
En 1883, Alexandre Marcette devient membre du groupe L'Essor. Il est également membre de la Société royale belge des aquarellistes. 
Lauréat du prix Darchis en 1885, il effectue un long séjour en Italie afin de parfaire son art. De Rome, où il réside Piazza Dante no 1, Alexandre Marcette envoie plusieurs toiles à l'Exposition universelle de Paris de 1889. Il voyage également en Allemagne, en France, en Autriche et aux Pays-Bas, puis il s'établit à Bruxelles. En février 1891, une trentaine de ses tableaux, réalisés en Italie et en Suisse, sont réunis à la Galerie du Congrès et bénéficient d'une opinion favorable. Habitué aux expositions triennales belges, il obtient une médaille d'or au Salon de Gand de 1892.
Il a également gagné la médaille d'or à la 8ème exposition internationale des Arts de Munich en 1901.
Il est considéré comme l'un des pionniers du pleinairisme en Wallonie.
Travaillant jusqu'aux dernières semaines de sa vie, Alexandre Marcette meurt à Bruxelles, à son domicile avenue de Tervueren no 63, le 3 novembre 1929 à l'âge de 75 ans. Il est inhumé dans le caveau familial au cimetière de Gand trois jours plus tard,.

## Œuvres

### Sélection

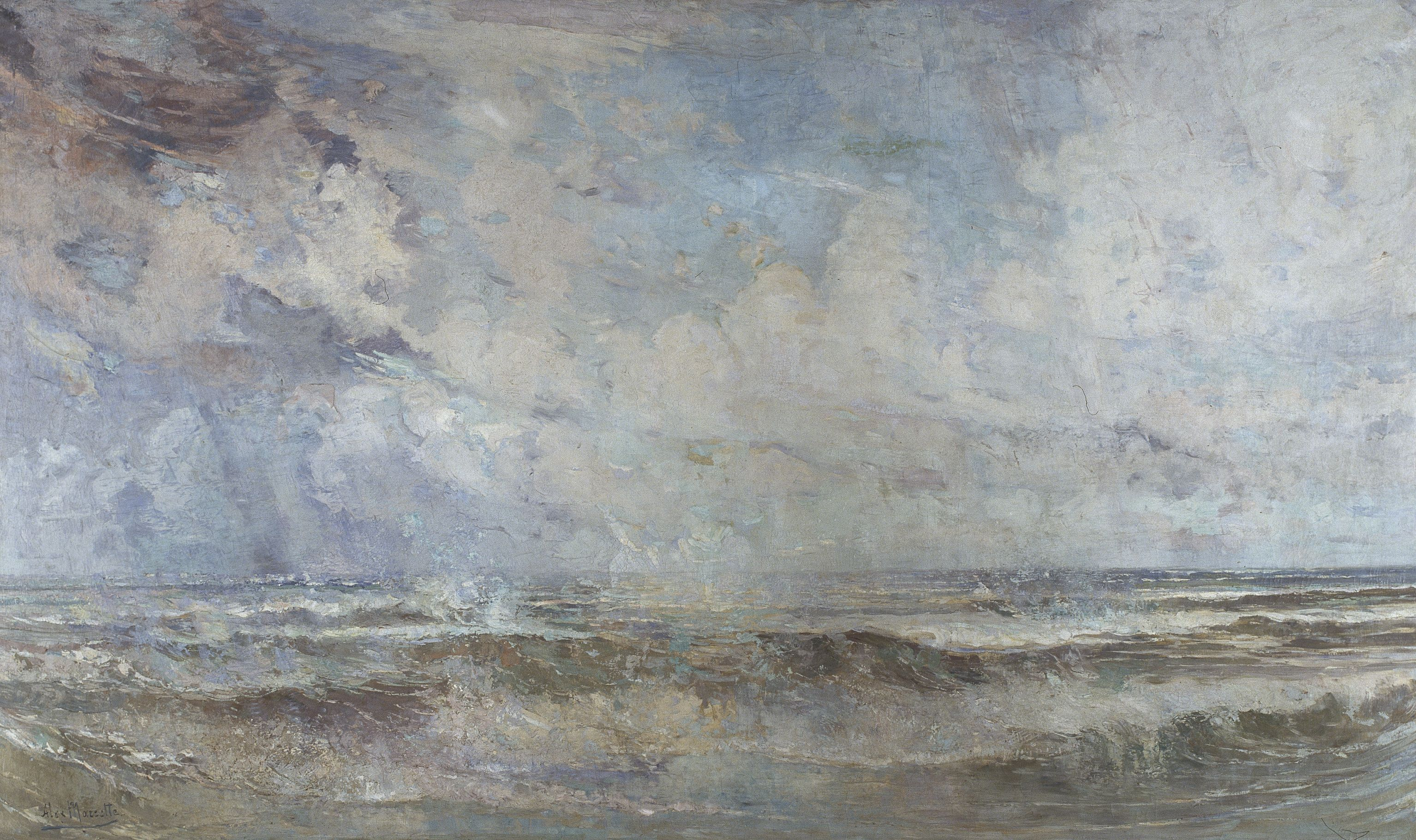
L'Éclaircie, conservé au Musée des Beaux-Arts de Gand, vers 1892.

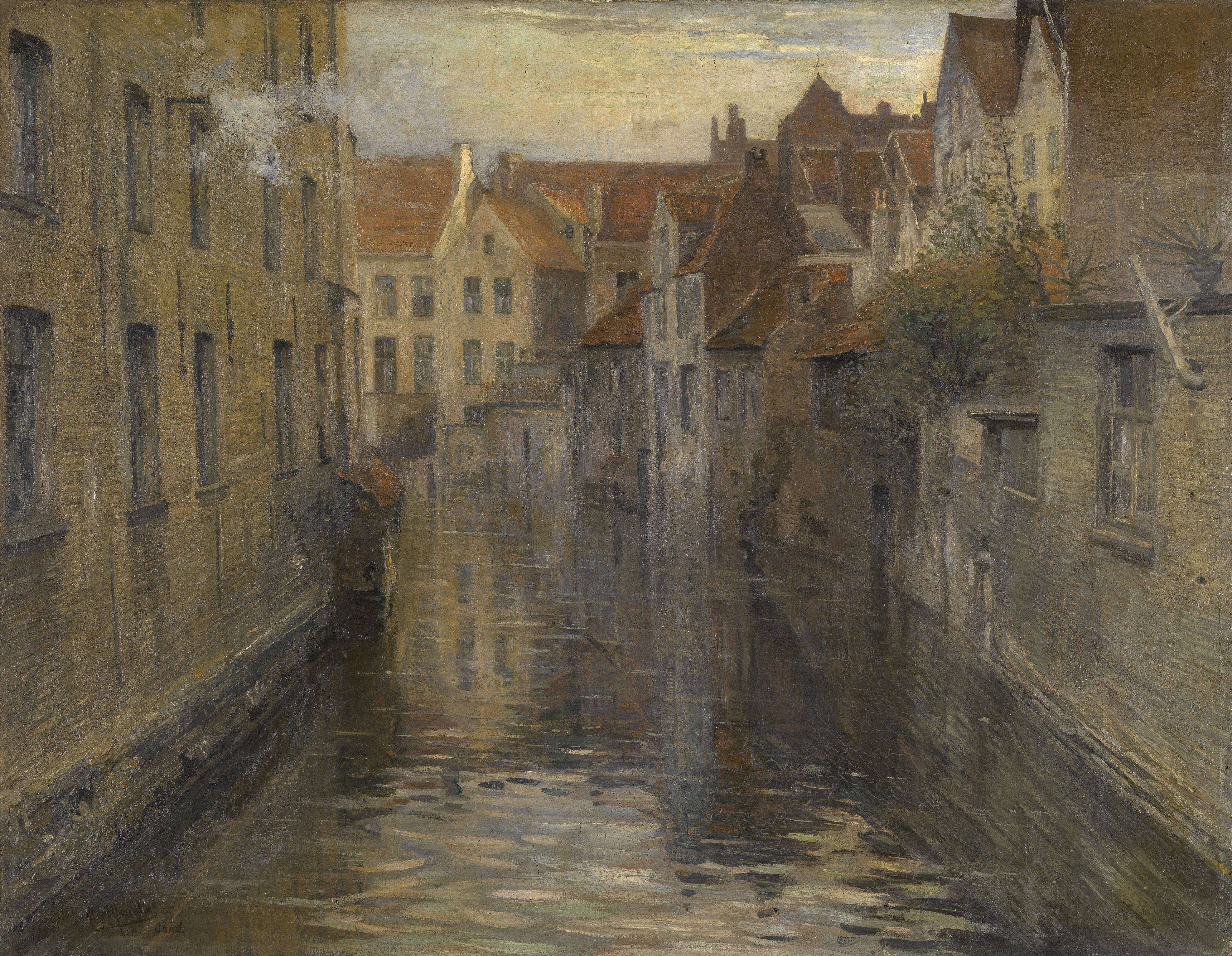
De Houtlei à Gand, conservé au Musée des Beaux-Arts de Gand, avant 1898.

- Le Quai de la Batte à Liège, au Salon d'Anvers de 1873, conservé au palais de la Nation à Bruxelles[2] ;
- L'Escaut à Anvers, au Salon d'Anvers de 1873[2] ;
- La Rue du Pont à Liège, au Salon d'Anvers de 1873[2] ;
- Quai de Maastricht à Liège, au Salon de Bruxelles de 1875[3] ;
- La Rade d'Anvers, au Salon de Bruxelles de 1881[4] ;
- Le Soir sur l'Escaut, au Salon de Bruxelles de 1881[4] ;
- Willemsdorp, au Salon de Bruxelles de 1884 ;
- Campagne romaine, au salon d'Anvers de 1888[12]
- Le Tibre près de Rome, à l'Exposition universelle de Paris de 1889[8] ;
- La Campagne romaine en mars, à l'Exposition universelle de Paris de 1889[8] ;
- Goudronnage des barques, conservé depuis 1890 au Musée des Beaux-Arts de Caen ;
- De Houtlei à Gand, conservé au Musée des Beaux-Arts de Gand, avant 1898 ;
- Canal à Tervueren, au Salon d'Anvers de 1898[13] ;
- Le Brise lames, au Salon d'Anvers de 1898[13] ;
- Approches de l'orage, au Salon de Bruxelles de 1900[14] ;
- Marée basse, clair de lune, au Salon de Bruxelles de 1900[14] ;
- En Hollande ; au Salon de Bruxelles de 1900[14] ;
- L'Appareillage, au Salon de Bruxelles de 1903[15].
- Chenal de Nieuport, aquarelle au Salon de Bruxelles de 1903[15] ;
- La Rentrée des barques, aquarelle au Salon de Bruxelles de 1903[15] ;
- À Marée basse, aquarelle au Salon de Bruxelles de 1903[15] ;
- Bas Escaut, Salon de Bruxelles de 1907, vers 1906, Musée des Beaux-Arts de Reims[16] ;
- Clair de lune, Salon de Bruxelles de 1907[16] ;
- Les Mouettes, Salon de Bruxelles de 1907[16].

### Réception critique
Lors de sa mort, la critique du quotidien La Libre Belgique rappelle : 

« Son art, dans sa dernière manière surtout, était davantage impressionniste que linéaire. Après des démarches et des tentatives en sens divers, il s'était acquis une belle réputation dans le genre « marine ». Il était surtout lui-même dans l'interprétation des ciels mouvementés, des grosses marées aux vagues tumultueuses. Ce n'était pas la grande manière, comme Artan par exemple, mais c'était d'un tel travail, d'une telle dextérité, d'une telle « patte » avec de subtiles intuitions, un tour bien propre, une sensibilité bien personnelle, une telle saveur de rendu, de matière, un tel bonheur fort souvent d'atmosphère, de tohubohu aérien et aquatique, qu'il s'était fait de nombreux admirateurs. »

## Distinctions
- Chevalier de l'ordre de Léopold (8 mai 1896)[18].
- Officier de l'ordre de la Couronne (novembre 1929)[5].